# 被政府認定為邪教的團體列表
邪教是對某些具有不为熟悉的信仰或宗教行为，或被认为是奇怪的宗教教派的帶有負面價值的評斷稱呼。目前的宗教研究学术界中已经摒弃使用这个主观概念，取而代之的是不含贬义色彩的中性的“新興宗教”概念。
一些學者認為「邪教」一詞是對於具有不同教條和儀式的團體的人身攻擊。而宗教學者梅根·古德溫也指出，在一般人的用法當中，所謂的「邪教」，其實指的就是「我不喜歡的宗教」。
中文“邪教”一词来源于佛教概念附佛外道。与这个词相对应的英文，被认为最贴切的词汇是cult（膜拜团体）。英文中的cult一词含有負面價值的評斷，但其贬义色彩远没有中文邪教一词强烈。另外，在很多其他欧洲国家的语言中，cult/sect（膜拜教派）这个概念相对中立。
各个国家对「邪教」的定义会有很大的不同。这个列表罗列被了各政府文件列为中文中的邪教，英文中的cult，其他欧洲语言中的sect，或其他语言中与此相类似的词的宗教團體。 但並非所有被認定為「邪教」的宗教團體都會被視為非法，有些僅是因為其教義、組織、儀式等不被當地政府所能接受，但有些涉及到刑事犯罪行為。
每个国家和地区的政策、观点、与执法不同。很多国家的宪法裡都有宗教自由的条列。而且，各国的执法也不同。比如，美国议院曾出版过研究邪教组织的调查报告，但美国宪法保障宗教自由，行政部门没有因此而管制这些不是非法组织的宗教團體。

## 列表
以下是所在国政府认定为邪教的团体。

### 美国
- 大衛教派[11]
- 关怀基督徒[11]
- 普世全胜教会[12]
- 人民圣殿教
- 天堂之門
- 家庭國際

### 英国
- 黑魔教[需要解释]

### 加拿大
加拿大安全情报局1999年的一个关于支持恶意信仰和具潜在暴力的末世宗教运动的报告包括了：
- 大衛教派
- 太陽聖殿教
- 奧姆真理教

### 中国大陸
原则上，中国大陆政府禁止一切未经政府批准的宗教性团体，所以凡是没有在政府部门注册的不属于“合法宗教”都被认为是非法团体。中国政府要求各宗教团体爱国爱教，并且禁止与境外宗教组织发生直接接触。因此凡是中国政府不承认的宗教都是非法宗教，但不一定被确认为“邪教”。例如萨满教、日本神道教、印度教等在中国大陆并无注册，但并没有被确认为“邪教”；天主教地下教会和新教地下教会也因为没有向政府注册而无合法地位，但不属于邪教。
按发布公告查禁的先后顺序排列：
- 呼喊派（1983年）[16][17][18]
- 全范围教会（1988年）[17]
- 门徒会（在湖北等地又称“旷野窄门”）（1990年）[17][18]
- 灵灵教（又称“属灵教”、“灵灵派”）（1991年）[17][18]
- 全能神教會（又称“东方闪电”、“实际神”）（1995年）[17][18][19][20]
- 观音法门（又称“清海无上师世界会”）（1995年）[16]
- 中华大陆行政执事站（1995年）[17][21]
- 天父的儿女（1995年）[22][23]
- 达米宣教会（1995年）[22]
- 靈仙真佛宗（1995年）[24]
- 世界以利亚福音宣教会（1996年）[25][26]
- 统一教（1997年）[16][27]
- 主神教（1998年） [16][17]
- 三班仆人（1999年）[28] [18]
- 中功（2000年）[29]
- 华藏宗门（2014年7月）
- 银河联邦（2015年7月）

#### 定义爭議

##### 法轮功（1999年）
BBC及一些觀察家指出，中国高層對法輪功的態度存在分歧。在中共中央總書記、国家主席、中央军委主席江澤民發動“鎮壓”前一年，刚退休的全国人大常委会原委员长乔石发起并亲自率团獨立調查法轮功数月，做出「法轮功于国于民，有百利而无一害」的結論報告提交中共中央政治局。“鎮壓”時，1999年7月22日民政部稱法輪大法研究會為非法組織。
但是，在公安部2000年發布的公文：《中華人民共和國公安部關於認定和取締邪教組織若干問題的通知》（公通字[2000]39號）中，裡頭對於「现已认定的邪教组织情况」，列出中共中央办公厅、国务院办公厅文件明确的邪教组织有7种；公安部认定和明确的邪教组织有7种，其中並未提到法輪功。公安部2014年6月公佈名單有14種，但法輪功仍不在其內。
聯合國人權專員在2010年聯合國大會上報告為法輪功辯護，指出法輪功等社會弱勢信仰團體經常遭誣衊為「邪教」，因此常受社會歧視、甚至升級為針對「顛覆陰謀」的打擊。加拿大前亞太司長喬高引用蒙特婁大學教授王大卫對法輪功的詳細研究結論指「法輪功不是邪教」；因報導法輪功獲得普立茲獎的《華爾街日報》前北京分社社長张彦認為法輪功不符合對邪教的共同定義，並指中共方面說法不被支持、從不允許法輪功受害者單獨受訪。《南華早報》報導引述法國內政部反邪教小組表示「我們不能濫用邪教這個詞，并把它用于任何一個宗教運動，無論是老的還是新的。根据法國法律，法輪功不該被稱作邪教。」
中國大陸有許多律師為法輪功學員進行無罪辯護時提出質疑：
- 李和平、滕彪等6位北京律師，2007年在一個法輪功代理案件發表著名的〈憲法至上，信仰無罪〉無罪辯護詞。認為當局違反憲法「政教分離原則」、宗教自由保障；當局發佈關於法輪功的所有定性檔案都不符合《立法法》而不能當作處理依據，已違反憲法及法治精神；且民政部也無權稱法輪大法研究會是非法組織；當局對法輪功信仰者採取的行動過激且違法甚至構成犯罪。[37]
- 北京维权律师莫少平表示：「无论从刑法的三百条还是全国人大的决定，以及两高的解释里面都没有明确说法轮功是邪教，只有两高颁布司法解释的通知里面才确认说法轮功是邪教，两高的这个通知本身是不符合中国立法的规定。」[38]亦有大陸律師针对两高司法解释的通知表示：「这文件是内部通知，不是公开的法律文件，法律文件必须公之于众才生效，否则就是不教而诛；两高在公开的文件中不认定法轮功是邪教，在内部通知中又说成邪教，是很不严肃，而且最高法院只能就司法审判如何适用法律进行解释，不能超越这个职权去认定什么社会组织是邪教组织或者非法组织，这是行政权力而非司法权力的范围；这文件是对刑法300条的越权解释」[39]。
- 北京律師謝燕益、唐吉田認為，迄今為止中國沒有任何一條法律認定法輪功是邪教，信仰法輪功完全合法。謝燕益說，法輪功學員堅持信仰、向人講述真相，以及製作傳播真相資料是維護公民的信仰自由，完全合法。[40][41]
- 中國知名律師郭蓮輝也在研究法律中發現，關於法輪功的文件，從1999年7月22日民政部通告，到公安部通告，再到全國人大的決定，以及之後兩高院的司法解釋，均沒有定性法輪功是邪教[42][43]。郭蓮輝說，可查到的資料有三，是1999年10月25日江澤民接受法國《費加羅報》記者採訪時污稱法輪功是“邪教組織”、1999年10月27日人民日報特約評論員文章、最高法院要求下級法院學習人大決定和兩院司法解釋的一個內部通知中。“但這三樣東西顯然不具法律效力，也不能作為司法依據”。[44]

而在2006年，美國法院向當時正在美國訪問的中國國家宗教事務局局長葉小文和副局長王作安發出民事訴訟傳票，他們被指煽動、鼓動、陰謀、命令、策劃/協助和支持對法輪功的酷刑、群體滅絕和其它人權侵犯。

### 香港
法輪功在香港為合法團體，法輪功學員在香港註冊的「香港法輪大法協會」，為一合法組織。香港前特首董建華配合中央政府於2001年公開聲稱法輪功為邪教，但引發強烈反彈；時任政務司長、後任特首曾蔭權則指出是董建華個人意見。香港前樞機主教陳日君、支聯會主席司徒華、前政務司長陳方安生、李柱銘、馮智活牧師等名人皆公開支持法輪功。
當時香港的公民團體包括社會民主論壇、基督教工業委員會等三十個團體曾聯署致信行政長官董建華表示：「特區政府還未發現法輪功學員有任何違法行為，也未列出證據證明法輪功是邪教，特區政府對法輪功的言論是不合理不公平的，並損害本港結社、言論、集會、宗教等自由」，並要求「1. 停止針對及壓迫法輪功的言論及行為；2.尊重並維護港人一向所享有的結社、言論、集會、宗教等自由。」

##### 地方召会
中国政府因将地方召会列入“呼喊派”而引起地方召会的抗议。其中2013年8月27日，新北市新店區召会长老欧阳家立（多次担任台湾基督教教牧参访团团长）在两岸基督教论坛上代表地方教会正式发表声明：召会不是“呼喊派”，全球超过四千处的地方教会都与“呼喊派”无关。2014年6月11日，台北市召会就中国反邪教协会针对山東招遠麥當勞殺人事件而将召会视为邪教之一“呼喊派”提出声明：地方教会不是“呼喊派”，李常受没有成立过“呼喊派”。2014年6月10日，臺灣福音書房發布由負責人吳有成署名的公開聲明，抨擊中國反邪教協會等單位把地方召會及臺灣福音書房與呼喊派連在一起，強調與呼喊派無涉，支持中國政府依法取締邪教。

### 法國
- 太陽神殿教

#### 法国国会委员会报告（1999年）
1999年法国国会关于教派的调查报告包括了以下组织：
- 人智學
- 沟通的核心
- 天主教反宗教改革联盟（英语：League for Catholic Counter-Reformation）
- 迪亚诺瓦
- 波士顿基督教会（英语：Boston Church of Christ）
- 新使徒教会（英语：New Apostolic Church）
- 能量色动力
- 网络审批联盟
- 环球白衣兄弟会（英语：Universal White Brotherhood）
- 生命之邀（英语：Invitation to Life）
- 洞察研讨会（英语：Insight Seminars）
- 国际奎师那知觉协会
- 地标教育（英语：Landmark Education）
- 苏齐奥·马西卡利（英语：Sukyo Mahikari）
- 曼达罗姆
- 阿瓦达方法
- 統一教
- 圣杯运动（英语：Grail Movement）
- 雷爾教派
- 新卫城（英语：New Acropolis）
- 克鲁尼文化办公室（英语：Cultural office of Cluny – National Federation of Total Animation）
- 邬金·昆桑·秋林
- 奥尔科斯
- 贝桑松福音派五旬节教会（英语：Evangelical Pentecostal Church of Besançon）
- 首要语言
- 玫瑰十字古老神秘教团
- 黄金玫瑰十字会（英语：Lectorium Rosicrucianum）
- 山達基[56]
- 創價學會
- 席尔瓦方法
- 耶和華見證人
- 美国保护传统、家庭和财产协会（英语：American Society for the Defense of Tradition, Family and Property）

### 希腊
- 山達基[57]

### 日本
- 阿雷夫教（原名奥姆真理教，于1995年發動東京地鐵沙林毒氣事件造成14人死亡，約5000人受傷）。但在日本至今仍是合法组织，尽管在坊間皆被認定為邪教，但不被列入这个名单。1999年12月，日本政府通过了针对奥姆真理教的《团体规制法》，对奥姆真理教的未来活动进行了限制。日本警方从2000年开始，就一直根据《团体规制法》对该组织持续监控。

### 韓國
- 新天地教会因李萬熙以欺騙模式進行傳教，而被視為邪教。因新冠疫情產生群聚感染疫情，3月3日首爾市政府表示，稱將按照程序推進新天地教會法人執照的吊銷工作。[58]

### 比利時
- 2005年，比利時政府的有害宗教組織資訊及諮詢中心（IACSSO）將霎哈嘉靜坐列為基於印度教的綜攝邪教，並於2011年經法院判決確定。[59]